# Шубін (місто)
Шубін (пол. Szubin, нім. Schubin) — місто в північній Польщі, на річці Гонсавка.
Належить до Накельського повіту Куявсько-Поморського воєводства.

## Демографія
Демографічна структура станом на 31 березня 2011 року:
|          | Загалом | Допрацездатний вік | Працездатний вік | Постпрацездатний вік |
| -------- | ------- | ------------------ | ---------------- | -------------------- |
| Чоловіки | 4634    | 994                | 3231             | 409                  |
| Жінки    | 4898    | 880                | 2939             | 1079                 |
| Разом    | 9532    | 1874               | 6170             | 1488                 |